# Michał (Kiedrow)

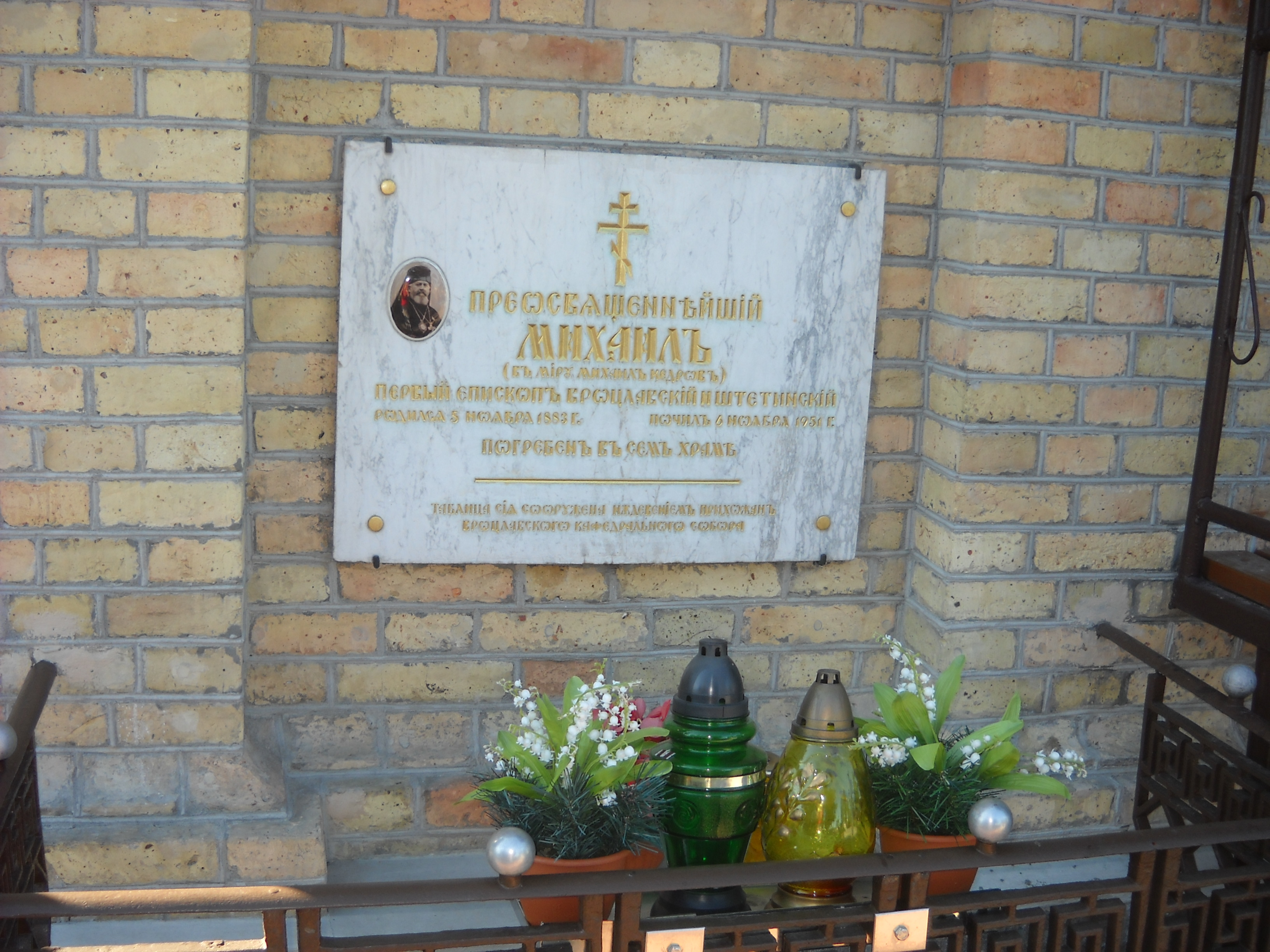
Tablica nagrobna hierarchy

Michał, imię świeckie Michaił Pietrowicz Kiedrow (ur. 11 września?/23 września 1883 w Jarańsku, zm. 6 listopada 1951) – polski biskup prawosławny pochodzenia rosyjskiego.

## Życiorys
Był synem kapłana prawosławnego i nauczyciela w szkole duchownej. Jego ojciec wcześnie zmarł i przyszłego hierarchę, jak również jego siostrę Wierę i braci Polikarpa i Piotra (obaj zostali prawosławnymi biskupami), samotnie wychowywała matka.
Ukończył seminarium duchowne w Wiatce w 1904, a następnie, w 1908, Petersburską Akademię Duchowną. Następnie uzyskał posadę dyrektora szkoły nauczycielskiej przy monasterze w Dermaniu. Po I wojnie światowej osiadł w Polsce. Pracował w gimnazjum rosyjskim w Brześciu, wykładał również kolejno w dwóch seminariach duchownych PAKP w seminarium duchownym w Krzemieńcu oraz w Wilnie, jak również w szkole psalmistów cerkiewnych prowadzonej przez monaster św. Onufrego w Jabłecznej. Latem 1939 przeprowadził się do Warszawy. Pracował w seminarium duchownym i w warszawskiej kancelarii metropolitalnej. W czasie powstania warszawskiego stracił cały majątek, po powstaniu został wywieziony do obozu przejściowego w Pruszkowie, z którego szybko zwolniono go z uwagi na wiek.
Wyjechał początkowo do Milejczyc, na kapłana został wyświęcony 22 maja 1947, następnego dnia otrzymał godność protoprezbitera. Złożył wieczyste śluby mnisze i objął obowiązki przełożonego monasteru św. Onufrego w Jabłecznej. Zasiadł w Tymczasowym Kolegium Zarządzającym, które kierowało PAKP po odsunięciu przez władze komunistyczne metropolity warszawskiego i całej Polski Dionizego. Był członkiem delegacji Kościoła, która w 1948 odebrała w Moskwie zgodę na autokefalię Kościoła prawosławnego w Polsce.
W czasie pobytu delegacji PAKP w Moskwie przyjął chirotonię na biskupa wrocławskiego i szczecińskiego. Na katedrze pozostawał do śmierci. Został pochowany w cerkwi Wszystkich Świętych na cmentarzu prawosławnym w Białymstoku na Jaroszówce.